# سيلس (بيدفوردشير)
سيلس (بالإنجليزية: Silsoe)‏ هي قرية وأبرشية مدنية تقع في المملكة المتحدة في إنجلترا. يقدر عدد سكانها بـ 1,729 نسمة .